# Paola Bordon
Paola Bordon (Treviso, 9 dicembre 1943) è un'ex cestista italiana.

## Biografia
Cresce nella squadra della sua città natale, debuttando in prima squadra a 15 anni. Nel 1961 conquista la Serie A1, ma ottiene la prima vittoria significativa col trasferimento nel 1969 a Sesto San Giovanni, nelle file della GEAS, conquistando il primo dei suoi due scudetti.
In Nazionale debutta il 5 gennaio 1963, partecipando al Campionato europeo femminile di pallacanestro 1964 disputato in Ungheria. Non viene più convocata fino al 1970, nella fase preparatoria al Campionato europeo femminile di pallacanestro 1970, non venendo però schierata.